# Феи (мультфильм)
«Феи» (англ. Tinker Bell, дословно — «Динь-Динь») — полнометражный мультфильм 2008 года, выпущенный компанией DisneyToon Studios на основе бренда Disney Fairies. Главная героиня мультфильма — фея Динь-Динь, впервые появившаяся в пьесе Джеймса Барри «Питер Пэн, или Мальчик, который не хотел вырастать» (англ. Peter Pan, or The Boy Who Wouldn’t Grow Up) и ставшая персонажем диснеевского мультфильма «Питер Пэн» (1953) и его сиквела «Питер Пэн 2: Возвращение в Нетландию» (2002). В отличие от предыдущих двух мультфильмов, в которых использовалась в основном традиционная анимация, «Феи» созданы средствами трёхмерной компьютерной анимации.

## Сюжет
Фея Динь-Динь рождается из первого смеха младенца, вместе с пушинками одуванчика, принесённого из Лондона в Долину Фей (англ. Pixie Hollow) на острове Нетландия. После особой церемонии Динь-Динь узнаёт, что её талант — быть мастерицей. Юная фея быстро заводит друзей, среди которых — воробьиные человечки-мастера Боббл и Клэнк, фея света Иридесса, садовая фея Розетта, фея животных Фауна и фея воды Серебрянка.
Динь-Динь узнаёт, что феи должны отправиться на Континент (англ. Mainland) и принести в мир людей весну. Она безуспешно пытается продемонстрировать королеве фей Клэрион и Министру Весны свои идеи и узнаёт, что феи-мастера не посещают Континент. Тогда Динь-Динь отказывается быть мастерицей и просит своих подруг научить её природному волшебству, но её попытки овладеть талантами других фей оканчиваются провалом. Но даже то, что Динь-Динь смогла починить сложный механизм потерянной музыкальной шкатулки, не помогает героине смириться с судьбой.
Заносчивая фея быстрого полёта Видия даёт Динь-Динь последний шанс, предлагая поймать в загон Бегущие Чертополохи — опасные сорняки. Но оказывается, что Видия обманывала юную фею, и затея с Чертополохами привела к разрушению всего, что было приготовлено к наступлению весны. Расстроенная, Динь-Динь обещает исправить положение.
Используя потерянные человеческие вещи, на которые феи раньше не обращали особого внимания, Динь-Динь создаёт устройства, с помощью которых удаётся восстановить и починить все что неисправно. Королева Клэрион благодарит юную фею и разрешает Динь-Динь тоже отправиться на Континент, чтобы вернуть музыкальную шкатулку девочке Венди Дарлинг, которая её потеряла.

## Роли озвучивали
| Актёр             | Роль             |
| ----------------- | ---------------- |
| Мэй Уитман        | Динь-Динь        |
| Кристин Ченовет   | Розетта          |
| Рэйвен-Симоне     | Иридесса         |
| Люси Лью          | Серебрянка       |
| Америка Феррера   | Фауна            |
| Джейн Хоррокс     | фея Мэри         |
| Джесси Маккартни  | Теренс           |
| Джефф Беннетт     | Клэнк            |
| Роб Полсен        | Боббл            |
| Памела Эдлон      | Видия            |
| Анжелика Хьюстон  | королева Клэрион |
| Лорина Маккеннитт | рассказчица      |
| Стив Валентайн    | министр Весны    |
| Кэти Наджими      | министр Лета     |
| Ричард Портноу    | министр Осени    |
| Гейл Борджес      | министр Зимы     |
| Америка Янг       | Венди Дарлинг    |
| Кэтрин Крессида   | миссис Дарлинг   |
| Боб Берген        | Светлячки        |

## Роли дублировали
Мультфильм был дублирован студией «Невафильм».
- Режиссёр дубляжа — Мария Антипп
- Переводчик — Лилия Королёва

| Актёр дубляжа                                                                                                | Роль             |
| --- | ---------------- |
| Анна Бегунова                                                                                                | Динь-Динь        |
| Ирина Рахманова                                                                                              | Розетта          |
| Надежда Михалкова                                                                                            | Иридесса         |
| Ольга Арнтгольц                                                                                              | Серебрянка       |
| Анастасия Цветаева                                                                                           | Фауна            |
| Анжела Белянская                                                                                             | фея Мэри         |
| Игорь Бычков                                                                                                 | Теренс           |
| Александр Стефанцов                                                                                          | Клэнк            |
| Олег Анищенко                                                                                                | Боббл            |
| Елена Великанова                                                                                             | Видия            |
| Оксана Фёдорова                                                                                              | королева Клэрион |
| Никита Дворянченко                                                                                           | Светлячки        |
| Антон Левин, Варвара Шмыкова, Ирина Фомичева, Ксения Часовских, Сергей Бурунов, Юлия Баранчук и Яна Капустян | Остальные роли   |

## Сиквелы
- Феи: Потерянное сокровище (2009)
- Феи: Волшебное спасение (2010)
- Турнир Долины Фей (2011)
- Феи: Тайна зимнего леса (2012)
- Феи: Спорт и торт (2013)
- Феи: Загадка пиратского острова (2014)
- Феи: Легенда о чудовище (2014)